# Богданов Іван Олександрович
Богда́нов Іва́н Олекса́ндрович (6 листопада 1897, с. Яблоневка Тамбовської губернії — 22 липня 1942, Калінін, Калінінська область) — радянський воєначальник, генерал-лейтенант (1940), командувач військами фронту резервних армій в роки Другої світової війни. Член ВКП(б) з грудня 1929 року. В органах ВЧК-ОДПУ-НКВС з 1918. Один з 4-х командувачів радянськими фронтами, що загинули за часи Другої світової війни.

## Життєпис
Богданов Іван Олександрович народився 6 листопада 1897 року у селі Яблоневка Тамбовського повіту Тамбовської губернії в селянській родині. Закінчив сільську школу, працював робітником.
У травні 1916 році мобілізований до Російської імператорської армії, службу проходив у лейб-гвардії Гренадерському полку. Учасник Першої світової війни. До лютого 1918 воював на Південно-Західному фронті. Дослужився до молодшого унтерофіцера, був виборним командиром півроти.
Після демобілізації повернувся на батьківщину і працював пекарем в Тамбові.
У травні 1918 року добровільно вступив у загін при Тамбовській губернській Надзвичайній Комісії: червоноармієць, помічник командира і командир роти. З вересня 1918 року служив у 249-му стрілецькому полку 28-ї стрілецької дивізії: командир роти, помічник командира і командир батальйону. З 1919 року командир зведеного полку ВЧК у складі 28-ї стрілецької дивізії, воював на Східному фронті проти військ адмірала О. В. Колчака. Брав участь в контрнаступі Східного фронту, в боях за звільненні від білогвардійських військ Єлабуги, Іжевська, Красноуфімська і Єкатеринбургу.
З серпня 1919 року у складі 28-ї стрілецької дивізії бився на Південному фронті, бої в районі Камишина і Царицина. У вересні в ході бойових дій під Царицином був поранений.
У 1920—1921 роках воєнком окремого батальйону особливого призначення Московського ЧК, потім військкомом загону особливого призначення ВЧК. Брав участь у придушенні повстання О. С. Антонова в Тамбовської губернії. По завершенні каральної операції проти антибільшовицького збройного повстання селян на Тамбовщині призначений помічником воєнкома 11-го окремого залізничного полку ВЧК у Москві.
З травня 1922 року Богданов продовжував службу в органах ВЧК-ОДПУ. 1927 році отримав військову освіту на стрілецько-тактичних курсах удосконалення комскладу РСЧА «Постріл» ім. Комінтерну. У травні 1933 року пройшов навчання у Військовій академії РСЧА ім. М. В. Фрунзе, після завершення якої був призначений викладачем військового циклу Вищої прикордонної школи військ ОДПУ (НКВС) у Москві, з 1934 р — начальник штабу цієї школи.
З липня 1935 року — старший інспектор відділу бойової підготовки Головного управління прикордонної та внутрішньої охорони НКВС СРСР. З 1936 р — начальник відділу бойової підготовки штабу прикордонної та внутрішньої охорони НКВС Білоруської РСР.
У вересні 1938 року йому було присвоєно звання комбрига.
В березні 1939 року І. О. Богданов призначений начальником прикордонних військ НКВС Білоруської РСР, а в червні 1940 року йому було присвоєно звання генерал-лейтенанта. На цій посаді брав активну участь в підготовці та проведенні операції з вторгнення РСЧА в Західну Білорусь. Під час радянсько-фінської війни також перебував на фронті, брав участь у бойових діях. Після закінчення бойових дій Зимової війни повернувся на попередню посаду до Білорусі, виконував завдання щодо створення системи прикордонної охорони на новій лінії державного кордону після анексії СРСР західнобілоруських земель.
З початком німецько-радянської війни генерал-лейтенант І. О. Богданов зі складу військ НКВС був переведений до кадрового складу РСЧА і призначений командувачем 2-ї Групи резервних армій. Директивою Ставки ВГК від 14 липня 1941 року базі цієї Групи було сформовано Фронт резервних армій, який виконував стратегічне завдання з організації оборони по рубежу Стара Русса, Осташков, Істоміно, Єльня, Брянськ. Війська фронту під командуванням генерала Богданова, маючи в першому ешелоні 4 армії і 2 армії в резерві, підготували оборону в смузі близько 750 км. Для об'єднання дій резервних армій на ржевсько-вяземській лінії був сформований Резервний фронт під командуванням генерала армії Г. К. Жукова, а генерал-лейтенант І. О. Богданов на початку серпня призначений його заступником.
На початку вересня 1941 року війська фронту успішно провели Єльнінську операцію, в ході якої завдали поразки угрупованню вермахту і ліквідували Єльнінський виступ.
На початку жовтня війська фронту зазнали поразки у В'яземській оборонної операції, значна частина радянських військ була оточена та взята в полон. 10 жовтня 1941 року Резервний фронт був об'єднаний із Західним фронтом, а генерал-лейтенант І. О. Богданов призначений заступником командувача 5-ї армії Західного фронту, сформованої з військ Можайської бойової дільниці (колишній Можайський УР).
2 листопада 1941 року генерал Богданов прийняв командування 39-ю армією Калінінського фронту. 11 грудня 1941 року через допущені помилки при підготовці і веденні наступу в ході Калінінської наступальної операції генерал-лейтенант І. О. Богданов був відсторонений від займаної посади і призначений заступником командувача цієї ж армією. В ході загального зимового стратегічного наступу Червоної армії під Москвою частини армії успішно просунулися на значну відстань. Але до початку лютого її наступ під час проведення Ржевсько-Вяземської операції було зупинено. Через серію безперервних ударів і контрударів вермахту радянська армія виявилася у так званому Холм-Жирковському виступі, який глибоко врізався в німецьку оборону, і з головними силами фронту мав сполучення лишень через вузький перешийок.
На початку липня 1942 року німецькі війська завдали потужного удару по флангах 39-ї армії й оточив її. Більше двох тижнів її з'єднання вели важкі бої в оточенні. Після поранення і евакуації літаком командувача армією генерал-лейтенанта І. І. Масленникова Богданов очолив війська армії, готуючи операцію з прориву кільця оточення.
19 липня при виведенні військ 39-ї армії з оточення заступник командувача армією генерал І. О. Богданов був важко поранений у районі села Кропивна. Генерала евакуювали літаком У-2 до госпіталя у Калінін, де 22 липня 1942 року він помер від зазнаних поранень.
Похований у братській могилі в місті Твері, на площі перед будівлею міської адміністрації.